# Újszilvás, Pesta
Újszilvás  este un sat în districtul Cegléd, județul Pesta, Ungaria, având o populație de 2.676 de locuitori (2011). 

## Demografie
Componența etnică a satului Újszilvás
     Maghiari (97,16%)
     Romi (1,48%)
     Necunoscut (0,38%)
     Alții (0,97%)
Componența confesională a satului Újszilvás
     Romano-catolici (45,37%)
     Fără religie (16,55%)
     Reformați (12,78%)
     Necunoscută (24,03%)
     Alte religii (2,06%)
Conform recensământului din 2011, satul Újszilvás avea 2.676 de locuitori. Din punct de vedere etnic, majoritatea locuitorilor (97,16%) erau maghiari, cu o minoritate de romi (1,48%). Apartenența etnică nu este cunoscută în cazul a 0,38% din locuitori. Nu există o religie majoritară, locuitorii fiind romano-catolici (45,37%), persoane fără religie (16,55%) și reformați (12,78%). Pentru 24,03% din locuitori nu este cunoscută apartenența confesională.